# François Barbin
Pour les articles homonymes, voir Barbin.
François Barbin est un comédien français né en 1953 à Nantes.

## Biographie
Formé au centre de la rue Blanche dans les classes de Teddy Bilis et Yves Gasc, puis reçu au Conservatoire national d'art dramatique de Paris dans les classes de Robert Manuel, Jean Meyer et Michel Bouquet, il entre à la Comédie-Française au sein de laquelle il travaille entre autres avec Bernard Murat (Victoria Station), Raymond Gérôme (La Guerre de Troie), Jorge Lavelli (Le songe d'une nuit d'été), André Steiger (Amour pour amour), Jacques Rosny (Le Jeu de l'amour et du hasard), Jean-Michel Ribes (la Cagnotte)...
Il joue aussi dans des spectacles hors Comédie Française sous la direction de nombreux metteurs en scène tels que Francis Joffo, Jean Le Poulain, Michel Fagadau, Alain Decaux, Jorge Lavelli, Jean-Bernard Feitussi.

## Distinctions
- Chevalier de l'ordre des Arts et des Lettres.

## Théâtre
- 1987 : Victoria Station d'Harold Pinter, mise en scène Bernard Murat, Comédie-Française au Festival d'Avignon
- 1990 : Le Misanthrope de Molière, mise en scène Simon Eine, Comédie-Française en tournée
- 1994 : Les Journalistes d'Arthur Schnitzler, mise en scène Jorge Lavelli, Théâtre national de la Colline
- 1996 : La Délibération de Pierre Belfond, mise en scène Jean-Claude Idée, Théâtre Montparnasse

## Filmographie
- 2011 : Jeanne Devère de Marcel Bluwal : Jean Grémillon

## Doublage

### Séries télévisées
- David Schofield dans :
  - Da Vinci's Demons (2013-2015) : Piero de Vinci (13 épisodes)
  - The Last Kingdom (2017) : l'abbé Eadred (3 épisodes)

- 2008 : Cashmere Mafia : ? ( ? )[1]
- 2008-2009 : Tueur d'État : Lenny Douglas (Peter Mullan) (12 épisodes)
- 2009-2015 : The Good Wife : le juge Robert Parks (David Wolos-Fonteno) (10 épisodes)
- 2011 : Damages : l'homme afghan (Demosthenes Chrysan) (3 épisodes)
- 2012-2014 : The Newsroom : Herb Wilson (John F. Carpenter) (23 épisodes)
- 2013 : La Bible : Malchus (Paul Brightwell) (mini-série)
- 2014 : First Murder : Jimmy Salter (Peter Onorati) (7 épisodes)
- 2015 : House of Cards : l'amiral Dale (Kevin Carrigan) (4 épisodes)
- 2016-2019 : Arrow : le conseiller Kullens (Greg Rogers) (5 épisodes)